# Bladtjärnen (Särna socken, Dalarna)
Bladtjärnen är en sjö i Älvdalens kommun i Dalarna och ingår i Dalälvens huvudavrinningsområde.